# Vulture Glacier, Montana
Vulture Glacier är en glaciär i USA. Den ligger i Glacier nationalpark i delstaten Montana. 